# Belgique aux Jeux olympiques d'été de 1972
La Belgique participe aux Jeux olympiques d'été de 1972 à Munich en Allemagne. 88 athlètes belges, 82 hommes et 6 femmes, ont participé à 51 compétitions dans 14 sports. Ils y ont obtenu 2 médailles; en argent.

## Médailles
| Médaille | Discipline | Épreuve             | Athlète         | Performance | Date |
| -------- | ---------- | ------------------- | --------------- | ----------- | ---- |
| Argent   | Athlétisme | 10000 mètres hommes | Emiel Puttemans |             |      |
| Argent   | Athlétisme | Marathon hommes     | Karel Lismont   |             |      |